# All Saints United F.C.
All Saints United Football Club es un club de fútbol de Antigua y Barbuda que juega en la Primera División de Antigua y Barbuda. El All Saints United Football Club se fundó en 1996, donde dos equipos de la comunidad, el Westdnd Pressers y Attackers se fusionaron para crear el club. El lema del equipo es "Cuando la convicción corre, el coraje profundo se levanta para sostenerla".

## Historia
Tras la fusión entre los dos equipos locales, el equipo jugó en la Liga de Segunda División durante varios años. En 2005-06 el equipo reinó supremo en la Liga de Segunda División donde fue ascendido a la Primera División de Antigua y Barbuda. El equipo entró en la liga bajo liderazgo de Alphanse Danials (expresidente) y el entrenador retirado Eliston Thomas. La posición más alta del equipo en la liga fue el segundo lugar en la temporada 2011-12 a 11 puntos del primer lugar (Old Road).
En la temporada 2013-14 se hicieron cambios en el club: Danny Benjamin fue despedido como entrenador, el entrenador en jefe Rowan Benjamin renunció y asumió el papel de director técnico y la ex mediocampista de los Attackers Tracey Allen se convirtió en la entrenadora en jefe. Posteriormente fueron relegados a la Segunda División. Después de dos intentos fallidos de ascender, All Saints United contrató a Schyan Jeffers al comienzo de la temporada 2016-17.
En la temporada 2023-24 consiguen su primer título nacional y en la temporada siguiente alcanzan el bicampeonato quedando arriba de la tabla. En 2025 disputaron el CFU Club Shield 2025 clasificando gracias a su primer título de liga y siendo eliminados en fase de grupos a pesar de estar invictos; se espera que también participen en la siguiente edición del torneo por ganar la Primera División de Antigua y Barbuda 2024-25.

## Participación en competencias internacionales
| Temporada | Torneo               | Ronda  | Club         | Resultado |
| --------- | -------------------- | ------ | ------------ | --------- |
| 2025      | CFU Club Shield 2025 | Grupos | SCSA Eagles  | 3-1       |
| 2025      | CFU Club Shield 2025 | Grupos | SV Transvaal | 0-0       |

## Palmarés
- ABFA Premier League: 2

2023-24, 2024-25
- ABFA First Division: 2

2006-07, 2018-19